# Cadiz (Kentucky)
Cadiz é uma cidade localizada no estado americano de Kentucky, no Condado de Trigg.

## Demografia
Segundo o censo americano de 2000, a sua população era de 2373 habitantes. 
Em 2006, foi estimada uma população de 2574, um aumento de 201 (8.5%).

## Geografia
De acordo com o United States Census Bureau tem uma área de 
9,0 km², dos quais 9,0 km² cobertos por terra e 0,0 km² cobertos por água. Cadiz localiza-se a aproximadamente 129 m acima do nível do mar.

## Localidades na vizinhança
O diagrama seguinte representa as localidades num raio de 36 km ao redor de Cadiz. 